# 1380

## Události
- 8. září – bitva na Kulikovském poli – první z větších vojenských střetnutí, v nichž Rusové porazili Tatary
- v českých zemích největší morová epidemie celé doby předhusitské

## Narození
Česko
- Prokop Holý, husitský kněz, politik a vojevůdce († 30. května 1434)
- Jan Roháč z Dubé, husitský hejtman († 9. září 1437)
- Jan Želivský, radikální husitský kněz († 9. března 1422)
- Jan Městecký z Dobrušky a Opočna, nižší český šlechtic a husita († 1431/1432)

Svět
- 11. února – Poggio Bracciolini, italský renesanční humanista († 30. října 1459)
- 6. března – Claus de Werve, nizozemský sochař († 8. října 1439)
- 18. března – Svatá Lidwina, nizozemská světice († 14. dubna 1433)
- 8. září – Bernardin Sienský, italský kněz, františkán a světec († 1444)
- 27. listopadu – Ferdinand I., aragonský král († 2. dubna 1416)
- 30. prosince – Ču Kao-sü, čínský kníže a vojevůdce († 6. října 1426)
- ?
  - Petr Payne, anglický teolog a reformátor ve službách husitské revoluce († 1456)
  - Jan z Baru, francouzský šlechtic a pán z Puisaye († 25. října 1415)
  - Beatriz Pereira de Alvim, portugalská šlechtična († 1415)
  - Huitzilhuitl, první kmenový aztécký vládce († 1417)
  - Itzcóatl, aztécký vládce († 1440)
  - Mistr Francke, německý malíř († 1436)
  - Chajim ben Juda íbn Musá, židovský lékař a myslitel († 1460)
  - Hafsa Hatun, manželka osmanského sultána Bajezida I. († 1403)
  - Mustafa Çelebi, syn osmanského sultána Bajezida II. († květen 1422)

## Úmrtí
Česko
- 14. ledna
  - Jan Očko z Vlašimi, český duchovní, druhý pražský arcibiskup a první český kardinál (* ?)
  - Albrecht Aleš ze Šternberka, biskup ve Schwerinu, Litomyšli a arcibiskupem magdeburský (* okolo 1333)
- 23. prosince – Jan IX. ze Středy, biskup, kancléř císaře Karla IV (* 1310)
- Přibík Pulkava z Radenína, spisovatel a kronikář (* ?)

Svět
- 29. dubna – Kateřina Sienská italská řeholnice a světice (* 25. března 1347)
- 13. července – Bertrand du Guesclin, francouzský konetábl (* okolo 1320)
- 11. září – Haakon VI. Magnusson, norský král (* 1341)
- 16. září – Karel V., francouzský král (* 1338)
- 29. prosince – Alžběta Polská, uherská a chorvatská královna jako manželka Karla I. Roberta a polská regentka († 15. června 1305)
- ? – Jakub II. z Urgellu, hrabě z Urgellu († 1433)
- ? – Jan z Baru, pán z Puisaye († 1415)
- ? – Anna Bourbonská, vévodkyně bavorská († 1408)
- ? – Sü Pen, čínský básník, esejista a malíř (* 1335)

## Hlavy státu
- České království – Václav IV.
- Moravské markrabství – Jošt Moravský
- Svatá říše římská – Václav IV.
- Papež – Urban VI. a Klement VII. (vzdoropapež)
- Anglické království – Richard II.
- Francouzské království – Karel V. Moudrý » Karel VI. Šílený
- Polské království – Ludvík I. Uherský
- Uherské království – Ludvík I. Uherský
- Lucemburské vévodství – Václav Lucemburský
- Byzantská říše – Jan V. Palaiologos